# Bambi Meets Godzilla
Pour plus de détails, voir Fiche technique et Distribution.
Bambi Meets Godzilla est un court métrage d'animation étudiant en noir et blanc de 1969 entièrement produit par Marv Newland. D'une durée de moins de deux minutes, le film est considéré comme un classique de l'animation.
Il est classé n°38 dans le livre Les 50 plus grands dessins animés (1994)

## Synopsis
Le générique d'ouverture, composé uniquement de rôles joués par Newland lui-même, défile sur une image de Bambi broutant sereinement un champ d'herbe et de fleurs, tandis qu'en fond se joue la musique enregistré par l'Orchestre Symphonique de Chicago du Ranz des Vaches de William Tell. Après le générique, Bambi lève les yeux et voit le pied de Godzilla descendre, et l'écraser à plat (sur l'accord final de A Day in the Life des Beatles). Après un moment, le générique de fin apparaît à côté de l'image du pied de Godzilla écrasant Bambi. Le générique de clôture remercie Tokyo "pour son aide dans l'obtention de Godzilla pour ce film". Les griffes des orteils de Godzilla remuent une fois et le dessin animé se termine.

## Sortie et diffusion
En 1973, Bambi Meets Godzilla a été associé au film Thank You Mask Man de John Magnuson, Randy Finley et Specialty Films à Seattle et est principalement diffusé sous le titre The King of Hearts and His Loyal Short Subjects . Le programme est diffusé dans les théâtres de répertoire à travers l'Amérique pendant plusieurs années. Le court métrage a également été inclus dans les sorties VHS de Godzilla 1985 et de Fantastic Animation Festival,.
L'Academy Film Archive a conservé Bambi rencontre Godzilla en 2009.

## Suites et remakes
- En 1976, sort la suite en noir et blanc, Bambi's Revenge [10]
- En 1999, sort la suite en couleur, animée en 3D, Son of Bambi Meets Godzilla [11]
- En 2013, l'animateur Coda Gardner réalise une reconstitution image par image de l'original en retraçant les images du film et en assemblant l'animation via le montage vidéo numérique [12]
- En 2015, un remake en prises de vues réelles est créé par Scotty Fields[13].

## À voir aussi
- Godzilla (personnage)
- Bambi (film)
- Mickey Mouse au Vietnam
- Shane Atkinson